# Chiusdino
Chiusdino ist ein Ort mit 1710 Einwohnern (Stand 31. Dezember 2024) in der Provinz Siena, Region Toskana in Italien.

## Geografie

Lage von Chiusdino in der Provinz Siena

Der Ort erstreckt sich über 141 km². Er liegt ca. 30 km südwestlich der Provinzhauptstadt Siena und ca. 70 km südlich der Regionalhauptstadt Florenz in der Hügelkette der Colline Metallifere. Nordwestlich des Gemeindegebietes beginnt das Val di Cecina. Chiusdino selbst liegt im oberen Teil des Val di Merse (Mersetal). Weitere wichtige Gewässer neben dem Merse (18 von 68 km im Gemeindegebiet) sind der Feccia (8 von 17 km im Gemeindegebiet), der Rosia (3 von 18 km im Gemeindegebiet) sowie die Torrenti Farmulla (4 von 11 km im Gemeindegebiet), Saio (6 von 11 km im Gemeindegebiet) und Seggi (7 von 10 km im Gemeindegebiet). Chiusdino liegt in der klimatischen Einordnung italienischer Gemeinden in der Zone E, 2303 GR/G und gehört zum Erzbistum Siena-Colle di Val d’Elsa-Montalcino.
Ortsteile sind Ciciano (506 Meter, ca. 300 Einwohner), Frassini (350 Meter, ca. 150 Einwohner), Fròsini (346 Meter, ca. 50 Einwohner), Montalcinello (378 Meter, ca. 150 Einwohner) und Palazzetto (347 Meter, ca. 100 Einwohner).
Die Nachbargemeinden sind Casole d’Elsa, Monticiano, Montieri (GR), Radicondoli, Roccastrada (GR) und Sovicille.

## Geschichte
Erste Siedlungen entstammen wahrscheinlich aus der Zeit der Langobarden im 6. Jahrhundert. Der Ort wurde im 12. Jahrhundert von den Bischöfen von Volterra mit einer Burg ausgestattet und erweitert. Diese erhielten ihre Herrschaft bis 1215, als Bischof Pagano Pannocchieschi die Herrschaft über den Ort an Siena abgab. Dies geschah durch den Druck der Gherardesca aus dem benachbarten Fròsini (heute Ortsteil von Chiusdino), die der Republik Siena nahestanden. Nach der ersten Übernahme des Ortes von Siena 1214 wurde der Ort von Giovanni di Velletri, Bischof von Florenz und von Papst Innozenz III. als Vermittler eingesetzt, wieder nach Volterra gegeben. Dennoch gab Pagano Pannocchieschi den Ort an Siena, so dass am 22. Mai 1215 die Bevölkerung von Chiusdino den Treueid an Giovanni Cocchi, Podestà von Siena, abgab. 1554 eroberte Florenz im Zuge des Krieges gegen Siena den Ort, der 1776 freie Kommune wurde. Am Ende des 18. Jahrhunderts wurde die Gemeinde von den Truppen Napoleons erobert, die bis 1814 blieben. Danach wurde Chiusdino in das Großherzogtum Toskana eingegliedert, wo es bis 1861 verblieb und dann ins Königreich Italien integriert wurde. Chiusdino verfügt über einen hervorragend erhaltenen und zum Großteil noch bewohnten mittelalterlichen Ortskern.

## Sehenswürdigkeiten
- Abbazia San Galgano

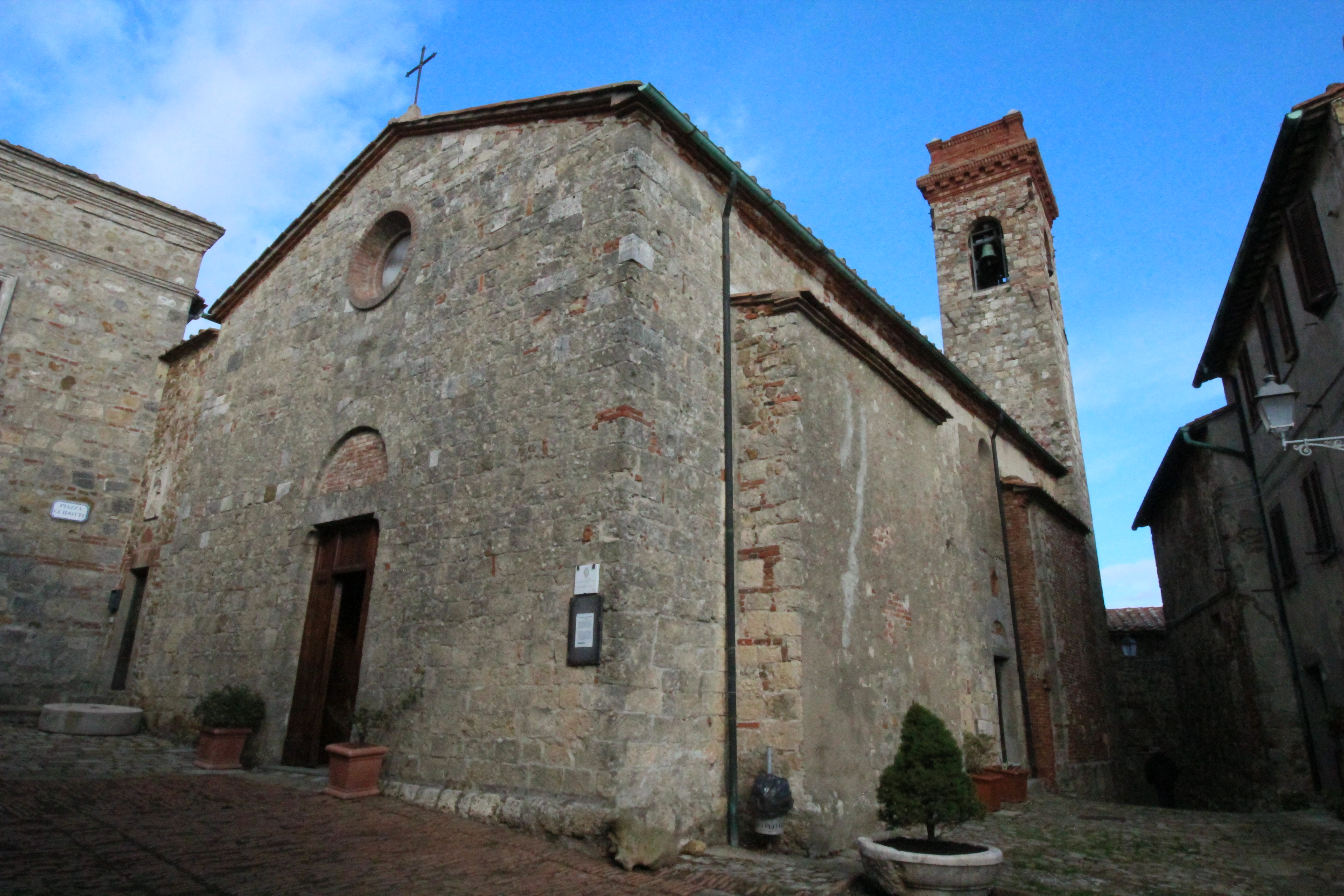
Die Kirche San Michele Arcangelo

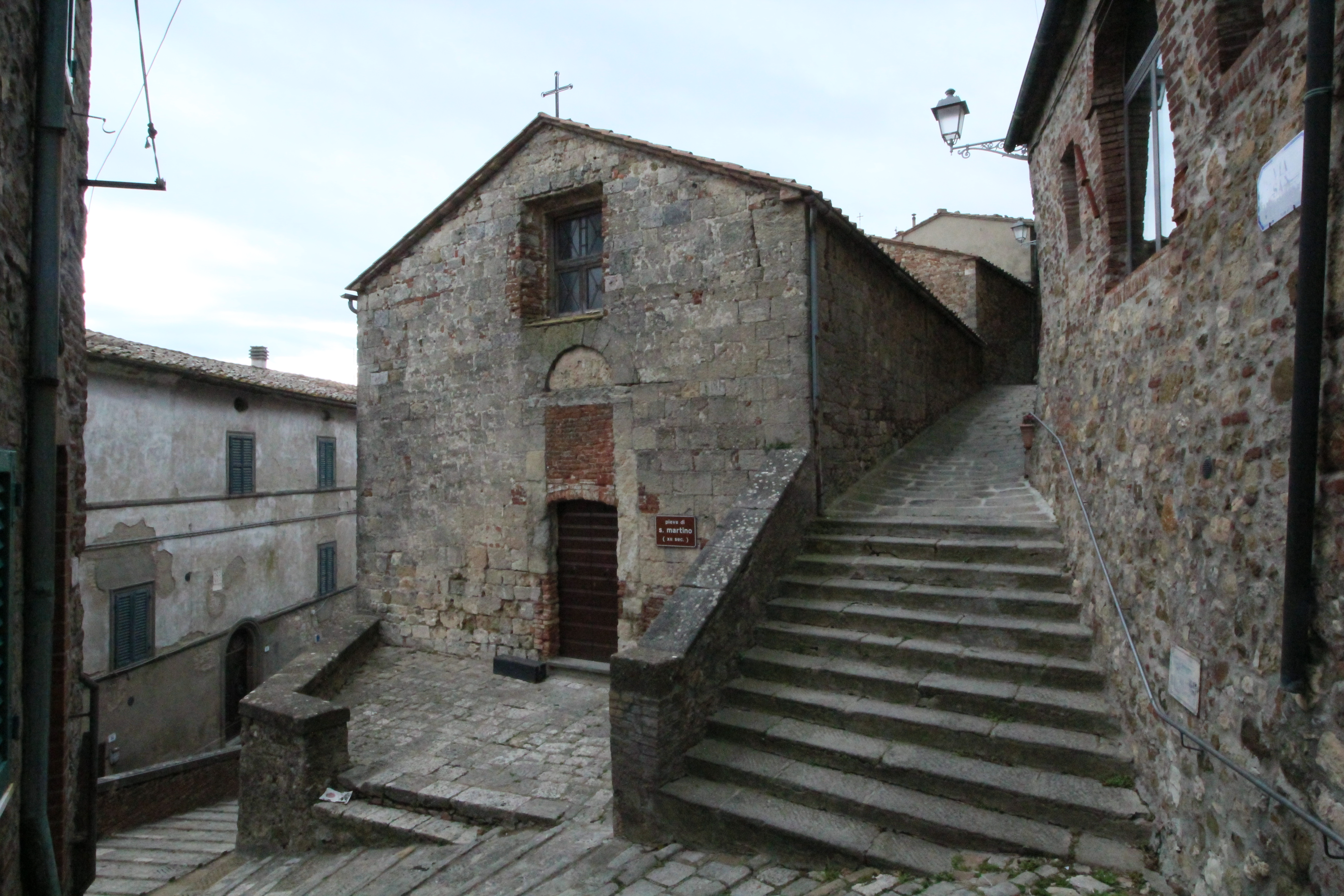
Die Kirche San Martino

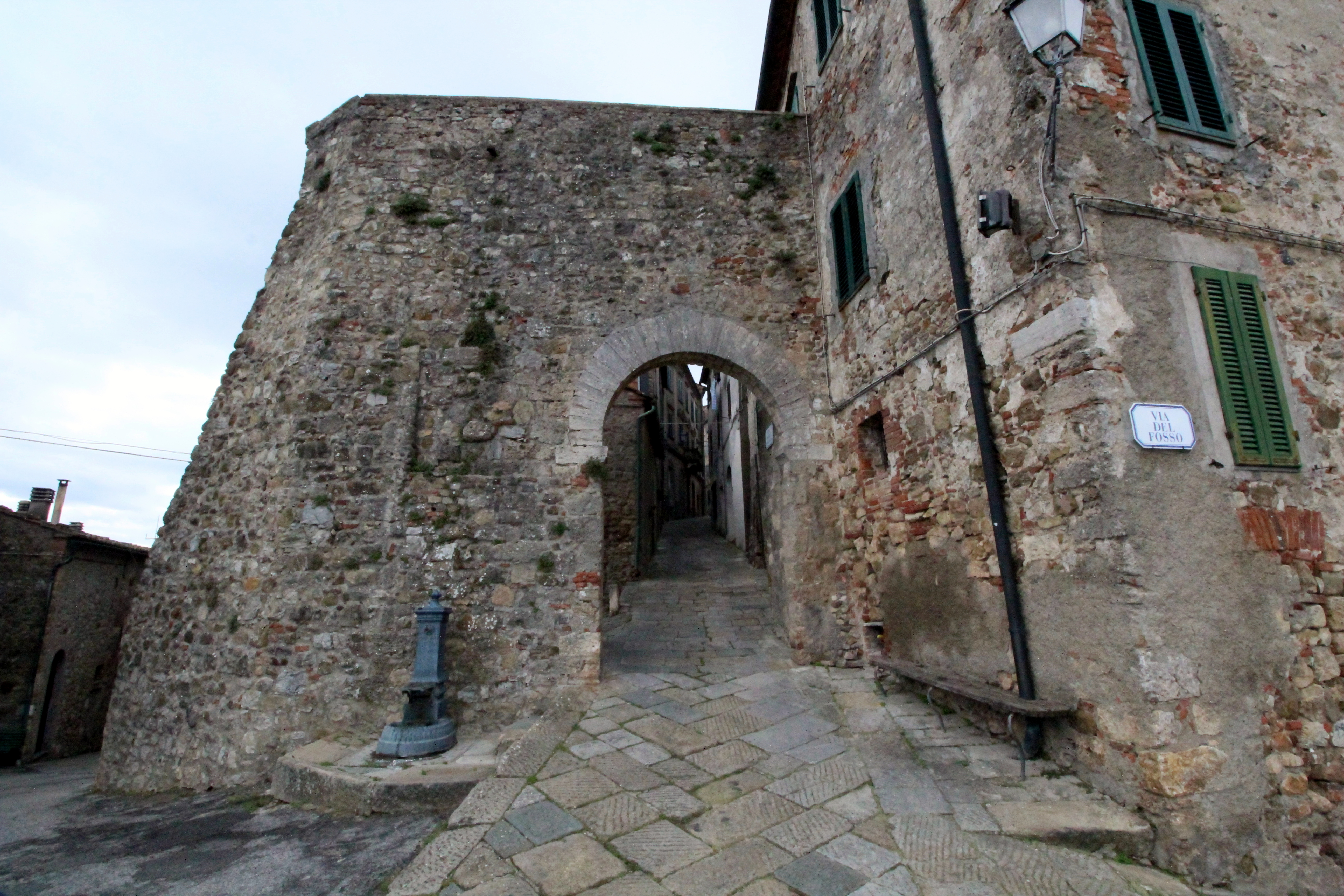
Befestigungstor Porta Senese

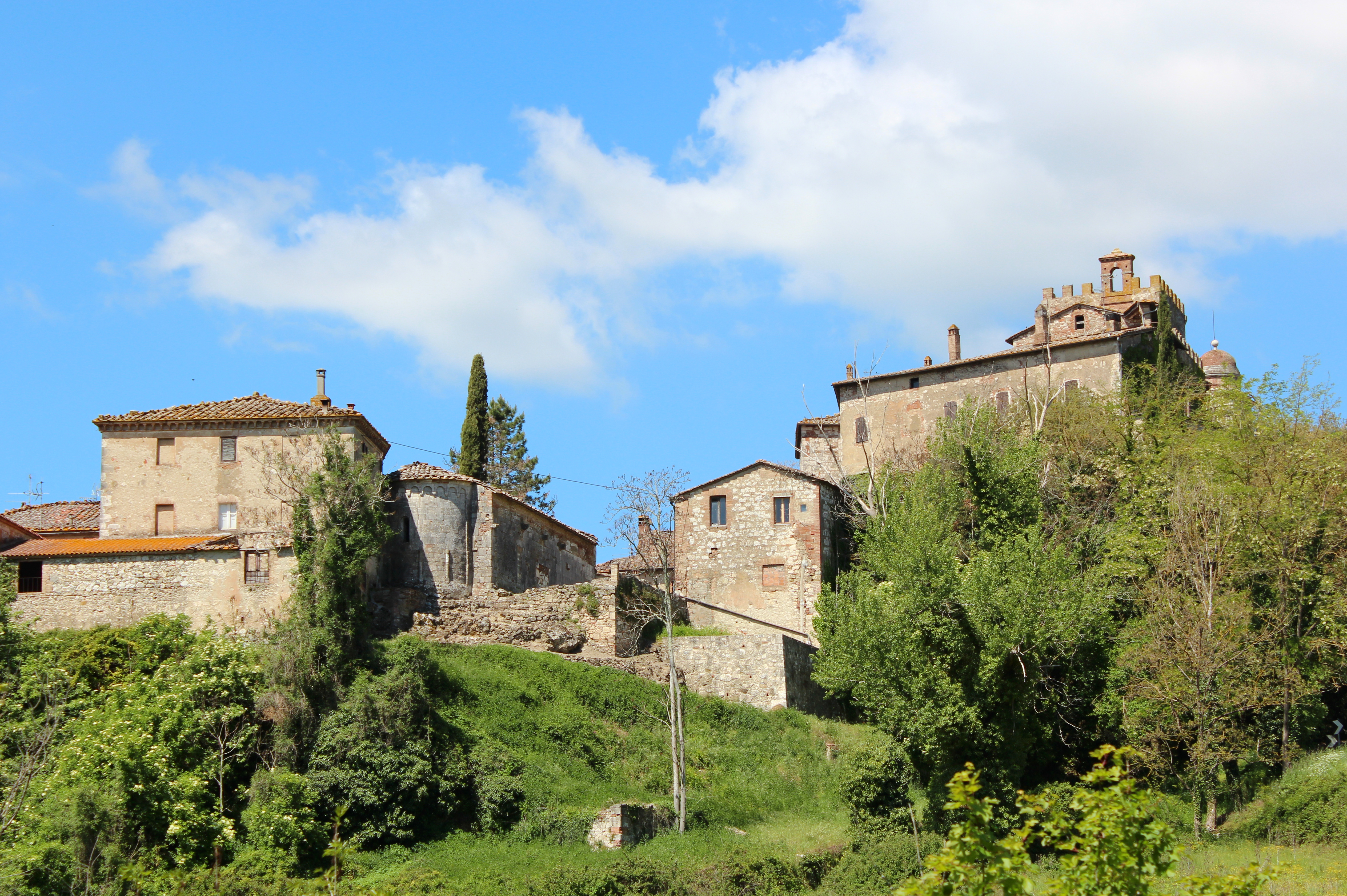
Burg Castello di Fròsini

- Prepositura di San Michele Arcangelo, mittelalterliche Kirche im Ortskern, die 1964 restauriert und stark verändert wurde. Enthält von Alessandro Casolani das Gemälde Madonna del Rosario und als Reliquie den Kopf des hl. San Galgano (befand sich bis 1977 im Museum des Dom von Siena).[6]
- Chiesa di San Sebastiano, Kirche im Ortskern und Sitz der Confraternita di San Galgano (Compagnia di San Galgano). Der Legende nach entstand die Kirche, um die Reliquien des San Sebastiano aufzubewahren, die dem San Galgano von dem seneser Papst Alexander III. vermacht wurden. Enthält ein Relief aus dem Jahr 1466 von Urbano da Cortona[8] (San Galgano che conficca la spada nella roccia, heute im Museum San Galgano). Das Rundfenster der Fassade besitzt eine Glasarbeit aus dem 15. Jahrhundert (San Sebastiano tra San Rocco e San Leonardo).[6]
- Chiesa di San Martino (auch Iacopo e Martino[9]), Kirche im Ortskern, auch als fuori le mura bekannt, da sie außerhalb des ersten Stadtmauerrings der Burg (Castello) lag. Wurde bereits 1133 als Clausura di San Martino in Chiusdia erwähnt und gehörte zunächst zu den Benediktinermönchen der Abtei Santa Maria in Serena. 1196 vereinigte sich der Orden mit den Vallombrosanern.[10]
- Casa natale di Galgano Guidotti, Geburtshaus des hl. Galgano (* um 1150). Im Eingangsbereich befindet sich heute eine Kapelle zu Ehren des Heiligen.[8]
- Museo Civico e Diocesano d’Arte Sacra di San Galgano, Museum im Palazzo Taddei im Ortskern. Enthält unter anderem die Werke Madonna col Bambino von Niccolò di Segna (1336, stammt aus der Kirche San Michele) und San Michele Arcangelo appare a San Galgano von Niccolò Franchini (18. Jahrhundert, stammt aus Montesiepi).[11]
- Stadtmauern von Chiusdino: Drei Stadtmauerringe,[10] von denen der erste die Burg eingrenzte. Die erste Erweiterung (zweite Stadtmauer) erfasste die Gegend um die Kirche San Martino, der dritte Stadtmauerring ist der heutigen Befestigungsmauer gleich und war im 14. Jahrhundert fertig gestellt.[7] Zu den Stadttoren gehören:
  - Portino, Tor der ersten Befestigungsmauer, die zur damals außen gelegenen Kirche San Martino führt. Heute noch vorhanden.[9]
  - Porta Senese, auch Porta Bacucchi oder Barlucchi genannt, nördliches Stadttor des letzten Mauerrings, das nach Siena führt und heute noch vorhanden ist.[9]
  - Porta Piana, heute nicht mehr vorhandenes Tor. War das westliche Tor, das nach Ciciano und Massa Marittima führte.[9]
  - Porta al Poggio, südliches, dem Merse zugewandtes Tor, von dem nur noch Reste zu sehen sind.[9]
- Santuario della Madonna delle Grazie, im 14. Jahrhundert als Oratorio gebaut, liegt kurz außerhalb der Stadtmauern an der Straße nach Frassini. Erlitt im Krieg zwischen Siena und Florenz 1555 erhebliche Schäden und wurde danach verlassen. Das heutige, als Heiligtum errichtete, Gebäude stammt aus dem Jahr 1615.[12]
- Chiesa della Madonna del Buon Consiglio, Kirche im Ortsteil Fròsini außerhalb der Burg, enthält die Werke Visione di San Galgano von Pietro Benvenuti und Santa Teresa von Carlo Dolci.[6] Die klassizistische Kirche entstand 1835 durch Initiative der Familie Feroni und wurde in den 1990er Jahren restauriert.[13]
- Chiesa di San Magno a Montalcinello, Kirche im Ortsteil Montalcinello, die 1290 über einer älteren Kultstätte (ca. 10. Jahrhundert) entstand.[6]
- Chiesa di Santa Maria Assunta, Kirche im Ortsteil Ciciano, die 1619 entstand.[6]
- Chiesa di San Lorenzo a Frassini, Kirche im Ortsteil Frassini, die im 19. Jahrhundert (nach 1820) entstand.[14]
- Chiesa di San Lorenzo a Castelletto, Kirche in Castalletto (auch San Lorenzo a Castelletto Mascagni oder San Lorenzo di Bossolino[15]), die am Anfang des 17. Jahrhunderts entstand.[16]
- Castello di Fròsini, Burg im Ortsteil Fròsini, die erstmals 1004 erwähnt wurde.[6] Gehörte den Gherardesca und ist heute in Privatbesitz.[7] Innerhalb der Burg befindet sich die Kirche San Michele Arcangelo (heute Compagnia del Santissimo Sacramento e Carità). Enthält das Ölgemälde Madonna del Buonconsiglio e angeli eines unbekannten Künstlers, der das Werk vor 1855 schuf, und das Marmorgrabmal Monumento funebre del marchese Leopoldo Feroni, durch Enrico Pazzi 1854 entstanden.[17]
- Castello di Miranduolo, ehemalige Burg mit Borgo und heutige Grabungsstätte südlich von Chiusdino. Erstmals erwähnt wurde die Burg 1004 in einem Dokument der Abtei Serena. Gehörte bis 1258 den Gherardesca, die dann an die Familie Cantoni aus Montiere verkaufte. Diese gaben die Burg 1276 an die Broccardi, die die Burg 1337 an die Gemeinde Montieri vermachte. In der Mitte des 15. Jahrhunderts wurde die Burg verlassen. Im Ort stand die Kirche San Giovanni Evangelista. Seit 2002 finden Grabungen an der Ruine statt.[9]
- Castello di Serena, Burg mit anliegender Abtei Santa Maria a Serena. Erstmals 1004 erwähnt. Die Burg wurde 1133 nach einem Konflikt der Gherardesca mit Volterra zerstört. Die Abtei der Benediktiner vereinigte sich 1196 mit den Vallombrosaner. Im 13. Jahrhundert verließen die Mönche den Ort und zogen nach San Martino fuori le mura in Chiusdino. Von Abtei und Burg sind heute nur noch einzelne Steine sichtbar.[10]
- Castello di Spannocchia, Burg aus dem 13. Jahrhundert im nördlichen Gemeindegebiet und kurz südlich des Flusses Rosia gelegen. Gehörte den Pannocchieschi. Von der Burg ist noch der Hauptturm (Torrione) erhalten.[10]
- Eremo di Montesiepi, auch Cappella di San Galgano a Montesiepi, liegt bei der  Abbazia San Galgano.
- Eremo di Santa Lucia a Rosia, Eremitage nahe Rosia bei Sovicille, aber noch dem Gemeindegebiet von Chiusdino zugehörig. Liegt unweit der Ponte della Pia und wurde im 12. Jahrhundert errichtet, die dazugehörige Kirche Santa Lucia wurde 1252 begonnen und 1267 konsekriert. Seitdem gehörte sie zum Augustinerorden. Während und kurz nach der Pest von 1348 hatte die Einsiedelei auch die Funktion eines Ospedale. Mit der Unterordnung der Eremitage unter die Gemeinschaft von Sant’Agostino in Siena 1575 gehört es zum Erzbistum Siena. Der Ordensbetrieb wurde 1789 eingestellt, danach gehörten die Gebäude zur Tenuta Spannocchia, die 1945 ihre Aktivitäten einstellte. Zwischen 1969 und 1974 wurden die Ruinen restauriert, dabei fand sich unter der heutigen Kirche die Struktur einer älteren Kirche, von der nur die Apsis noch vorhanden ist. Eine weitere Restaurierung fand 1989 statt.[6]
- Oratorio della Madonna della Consolazione, Oratorium im Ortsteil Montalcinello aus dem 17. Jahrhundert, das kurz außerhalb der Befestigungsmauern liegt. Enthält das Leinwandgemälde Madonna col Bambino aus dem 17. Jahrhundert.[6]
- Oratorio di San Carlo Borromeo, Oratorium im Ortsteil Ciciano. Enthält eine Statue des San Carlo Borromeo aus dem 19. Jahrhundert.[6]
- Chiesino, Kirchenruine bei Luriano. Entstand im 16. Jahrhundert.[10]
- Pieve di Malcavolo (Santa Maria e San Giovanni a Malcavolo), Kirchenruine und ehemalige Pieve zwischen Frosini, Montarrenti und Pentolina, die bereits im 14. Jahrhundert in schlechtem Zustand war.[18]
- Pieve di Santa Maria a Luriano, Pieve unterhalb der Burg von Luriano, die bereits 1171 als Plebes Santa Maria de Lugriano erwähnt wurde. Wurde im 18. Jahrhundert dem San Giovanni Battista geweiht und ist heute nicht mehr aktiv.[6]
- Pieve di San Bartolomeo a Pentolina, Pieve nahe der ehemaligen Burg von Pentolina im nordöstlichen Gemeindegebiet, die erstmals 1189 erwähnt wurde. Wurde 1524 durch die Familie Spannocchi restauriert, weitere Eingriffe gab es 1810 und 1939.[10]

## Bilder

Chiusdino
Taufkirche von St. Galgano
Wohnhaus in Chiusdino

## Sport
- Palla eh!, ein Vorläufer des Tennis und Faustball, wurde um 1300 im Stadtteil Ciciano erstmals geschichtlich dokumentiert.

## Persönlichkeiten
- Galgano Guidotti (um 1148–1181), toskanischer Adliger und ein Heiliger der katholischen Kirche